# Illinți, Sneatîn
Illinți (în ucraineană Іллінці) este o comună în raionul Sneatîn, regiunea Ivano-Frankivsk, Ucraina, formată numai din satul de reședință.

## Demografie
Componența lingvistică a comunei Illinți
     Ucraineană (99,66%)
     Alte limbi (0,29%)
Conform recensământului din 2001, majoritatea populației comunei Illinți era vorbitoare de ucraineană (99,66%), existând în minoritate și vorbitori de alte limbi.